# カークス

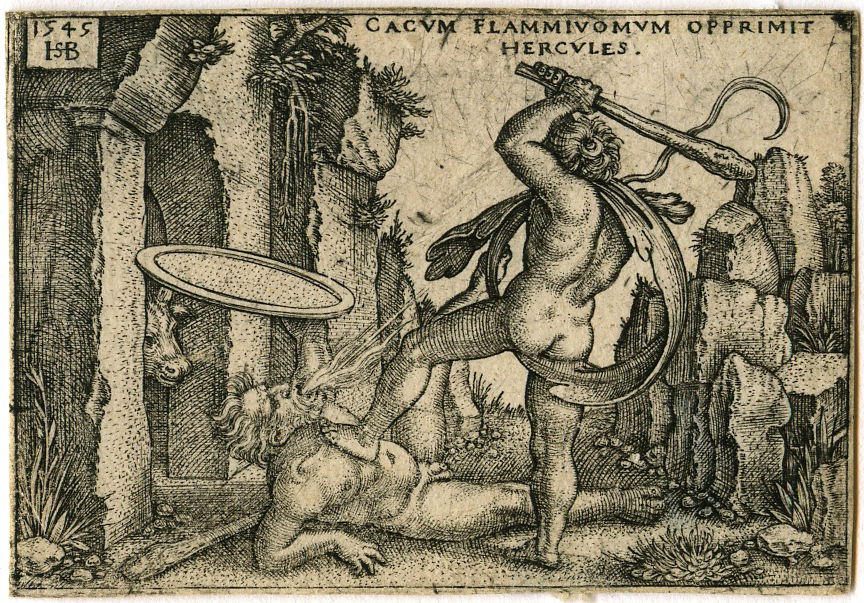
火を吐くカークスを殺害するヘーラクレース（1545年画）

カークス（Cacus）は、ローマ神話に登場する巨人の怪物である。火神ウゥルカーヌスの息子で、カーカの兄。3つの頭を持ち、炎を吐く。
ギリシア神話では妹のカーカと共に怪物として取り入れられた。ローマ始原の王エウアンドロスの治世、アウェンティーヌスの丘の洞穴に住み、付近に住む人々に暴虐を振るった。しかしヘーラクレースがゲーリュオーンの牛の群を連れてギリシアに帰る途中この地を訪れ、牛を盗まれたためカークスを倒した。エウアンドロスは感謝して、ヘーラクレースを祭る祭壇を設けたという。
別の説ではカーカが裏切って洞窟の場所を教えた為、ヘーラクレースは洞窟へ向かう事ができたといわれる。その功績で、ローマにカーカの神殿が建設されたという。